# Leicester City Women Football Club 2021-2022
Questa voce raccoglie le informazioni riguardanti il Leicester City Women Football Club nelle competizioni ufficiali della stagione 2021-2022.

## Stagione
La stagione 2021-22 ha segnato l'esordio del Leicester City nella FA Women's Super League, massima serie del campionato inglese, dopo la vittoria della Championship nella stagione precedente. Per l'occasione è stato comunicato che la prima squadra femminile avrebbe disputato le gare casalinghe al King Power Stadium, il campo da gioco della prima squadra maschile; nel caso in cui ci fosse stata sovrapposizione di impegni con la squadra maschile, la squadra femminile avrebbe disputato le partite casalinghe al Pirelli Stadium di Burton upon Trent. Il 25 novembre 2021 Jonathan Morgan, che era alla guida della squadra dal 2014, è stato esonerato, viste le otto sconfitte consecutive nelle prime otto giornate di campionato. Al suo posto è stato chiamato Emile Heskey, responsabile dello sviluppo del calcio femminile per il club. Heskey ha guidato la squadra solo in occasione della partita valida per la terza giornata della FA Women's League Cup; infatti, il 6 dicembre 2021 Lydia Bedford è stata nominata nuova allenatrice della squadra.
Il campionato di FA Women's Super League è stato concluso all'undicesimo e penultimo posto con 13 punti conquistati in 22 giornate, frutto di 4 vittorie, 1 pareggio e 17 sconfitte, riuscendo a conquistare la salvezza. In FA Women's Cup la squadra, che era partita dal quarto turno, è stata eliminata al quinto turno dal Chelsea. In FA Women's League Cup la squadra non ha superato la fase a gruppi, avendo concluso in terza posizione il gruppo B.

## Maglie e sponsor
Le tenute di gioco solo le stesse adottate dal Leicester City maschile.
| Casa | Trasferta | Terza divisa |

## Rosa
Rosa e numeri di maglia come da sito societario.
| N. |                        | Ruolo | Calciatrice              |
| -- | ---------------------- | ----- | ------------------------ |
| 1  | Inghilterra (bandiera) | P     | Demi Lambourne           |
| 3  | Inghilterra (bandiera) | D     | Sam Tierney              |
| 4  | Australia (bandiera)   | D     | CJ Bott                  |
| 5  | Inghilterra (bandiera) | D     | Abbie McManus            |
| 6  | Inghilterra (bandiera) | D     | Georgia Brougham         |
| 7  | Inghilterra (bandiera) | A     | Natasha Flint            |
| 8  | Inghilterra (bandiera) | C     | Molly Pike               |
| 9  | Inghilterra (bandiera) | A     | Jessica Sigsworth        |
| 10 | Inghilterra (bandiera) | C     | Charlie Devlin           |
| 11 | Inghilterra (bandiera) | A     | Lachante Paul            |
| 12 | Inghilterra (bandiera) | D     | Missy Goodwin            |
| 14 | Paesi Bassi (bandiera) | D     | Esmee de Graaf           |
| 15 | Scozia (bandiera)      | D     | Sophie Howard            |
| 16 | Inghilterra (bandiera) | C     | Freya Gregory            |
| 17 | Giamaica (bandiera)    | A     | Paige Bailey-Gayle       |
| 18 | Inghilterra (bandiera) | C     | Sophie Barker (capitano) |

| N. |                        | Ruolo | Calciatrice       |
| -- | ---------------------- | ----- | ----------------- |
| 19 | Scozia (bandiera)      | A     | Abbi Grant        |
| 20 | Slovenia (bandiera)    | C     | Luana Zajmi       |
| 21 | Galles (bandiera)      | A     | Hannah Cain       |
| 22 | Nigeria (bandiera)     | D     | Ashleigh Plumptre |
| 23 | Inghilterra (bandiera) | D     | Jemma Purfield    |
| 24 | Inghilterra (bandiera) | C     | Elysia Boddy      |
| 25 | Galles (bandiera)      | D     | Esther Morgan     |
| 27 | Inghilterra (bandiera) | C     | Shannon O'Brien   |
| 28 | Inghilterra (bandiera) | P     | Kirstie Levell    |
| 29 | Inghilterra (bandiera) | C     | Jess Camwell      |
| 32 | Inghilterra (bandiera) | C     | Ava Baker         |
| 34 | Inghilterra (bandiera) | A     | Mackenzie Smith   |
| 37 | Inghilterra (bandiera) | A     | Alanta Brown      |
| 40 | Inghilterra (bandiera) | C     | Monique Robinson  |
| 44 | Inghilterra (bandiera) | C     | Connie Scofield   |
| 48 | Inghilterra (bandiera) | P     | Sophie Harris     |

## Calciomercato

### Sessione estiva
| Acquisti | Acquisti          | Acquisti          | Acquisti |
| R.       | Nome              | da                | Modalità |
| -------- | ----------------- | ----------------- | -------- |
| D        | Georgia Brougham  | Everton           | [ 13 ]   |
| D        | Abbie McManus     | Manchester United | [ 14 ]   |
| D        | Jemma Purfield    | Bristol City      | [ 15 ]   |
| C        | Molly Pike        | Everton           | [ 16 ]   |
| C        | Connie Scofield   | Birmingham City   | [ 17 ]   |
| C        | Luana Zajmi       | Pomurje           | [ 18 ]   |
| A        | Abbi Grant        | Birmingham City   | [ 19 ]   |
| A        | Jessica Sigsworth | Manchester United | [ 20 ]   |

| Cessioni | Cessioni          | Cessioni              | Cessioni |
| R.       | Nome              | a                     | Modalità |
| -------- | ----------------- | --------------------- | -------- |
| D        | Lia Cataldo       | Bristol City          | [ 21 ]   |
| D        | Holly Morgan      |                       | ritirata |
| C        | Remi Allen        | Aston Villa           | [ 21 ]   |
| C        | Aimee Everett     | Crystal Palace        | [ 21 ]   |
| C        | Charlotte Fleming | London City Lionesses | [ 21 ]   |
| C        | Grace Riglar      | Coventry Utd          | [ 21 ]   |
| C        | Freya Thomas      | Nottingham Forest     | [ 21 ]   |
| A        | Millie Farrow     | Crystal Palace        | [ 21 ]   |
| A        | Olivia Fergusson  | Coventry Utd          | [ 21 ]   |
| A        | Libby Smith       | Birmingham City       | [ 21 ]   |

### Sessione invernale
| Acquisti | Acquisti      | Acquisti      | Acquisti |
| R.       | Nome          | da            | Modalità |
| -------- | ------------- | ------------- | -------- |
| D        | CJ Bott       | Vålerenga     | [ 23 ]   |
| D        | Esther Morgan | Tottenham     | prestito |
| C        | Elysia Boddy  | Middlesbrough | [ 25 ]   |
| C        | Freya Gregory | Aston Villa   | prestito |
| A        | Missy Goodwin | Aston Villa   | [ 27 ]   |

| Cessioni | Cessioni     | Cessioni         | Cessioni |
| R.       | Nome         | a                | Modalità |
| -------- | ------------ | ---------------- | -------- |
| C        | Jess Camwell | Derby County     | prestito |
| C        | Luana Zajmi  | Blackburn Rovers | prestito |
| A        | Abbi Grant   | Glasgow City     | prestito |

## Risultati

### FA Women's Super League

#### Girone di andata
| Arbitro: | Conley |

|                       |           |           |
| Mayling 63’ Allen 64’ | Marcatori | 39’ Flint |

| Arbitro: | Oliver |

|             |           |                                       |
| McManus 61’ | Marcatori | 36’ Toone 47’ Thorisdottir 71’ Thomas |

| Arbitro: | Heaslip |

|                                                               |           |  |
| Yallop 26’ Walker 38’ Plumptre 45+1’ (aut.) Levell 81’ (aut.) | Marcatori |  |

| Arbitro: | Byrne |

|  |           |                             |
|  | Marcatori | 38’ R. Williams 88’ Addison |

| Arbitro: | Benn |

|                        |           |  |
| Harder 83’ Kirby 90+4’ | Marcatori |  |

| Arbitro: | Hattersley |

|              |           |                                        |
| Sigsworth 1’ | Marcatori | 24’ Weir 37’ Walsh 71’ Hemp 83’ Coombs |

| Arbitro: | Benn |

|               |           |  |
| Symonds 90+3’ | Marcatori |  |

| Arbitro: | May |

|  |           |            |
|  | Marcatori | 81’ Magill |

| Arbitro: | Heaslip |

|                                       |           |  |
| Nobbs 22’ Miedema 34’ Maanum 81’, 83’ | Marcatori |  |

| Arbitro: | Benn |

|                        |           |  |
| Howard 18’ Tierney 74’ | Marcatori |  |

| Arbitro: | Saunders |

|           |           |  |
| Dowie 11’ | Marcatori |  |

#### Girone di ritorno
| Arbitro: | Byrne |

|             |           |  |
| O'Brien 54’ | Marcatori |  |

| Arbitro: | Simms |

|                    |           |                                  |
| Hampton 76’ (aut.) | Marcatori | 4’ (aut.) Purfield 90+3’ Lehmann |

| Arbitro: | Saunders |

|               |           |                                   |
| Lo. Quinn 85’ | Marcatori | 29’ (rig.) Sigsworth 37’ Purfield |

| Arbitro: | Byrne |

|                                  |           |  |
| Flint 2’ Plumptre 9’ Gregory 50’ | Marcatori |  |

| Arbitro: | Fearn |

|                                     |           |  |
| Thomas 17’ Russo 30’ Zelem 59’, 63’ | Marcatori |  |

| Arbitro: | Dowle |

|                              |           |                         |
| Duggan 32’ Anvegård 40’, 52’ | Marcatori | 5’ Purfield 44’ Tierney |

| Arbitro: | Byrne |

|  |           |                                                                                |
|  | Marcatori | 3’, 45+5’ Reiten 5’, 47’ Kerr 7’, 28’ England 11’ Nouwen 88’ James 90’ Fleming |

| Arbitro: | Welch |

|  |           |                                                        |
|  | Marcatori | 2’ Mead 67’, 75’ Miedema 79’ (aut.) Plumptre 83’ Heath |

| Arbitro: | Saunders |

|                                                |           |  |
| Weir 16’ Hemp 43’ Blakstad 45+3’ Greenwood 63’ | Marcatori |  |

| Leicester 1º maggio 2021, ore 14:00 UTC+1 21ª giornata | Leicester City | 0 – 0 referto | Reading | King Power Stadium\| Arbitro: \| Watkins \| |
| Arbitro:                                               | Watkins        |               |         |                                             |

| Arbitro: | Dowle |

|             |           |  |
| Neville 49’ | Marcatori |  |

### FA Women's Cup
| Arbitro: | Whitton |

|             |           |                                        |
| Addison 61’ | Marcatori | 82’ O'Brien 91’ Howard 120+2’ de Graaf |

| Arbitro: | Heaslip |

|                                                             |           |  |
| Harder 24’, 36’ Kerr 60’, 82’ Ji 65’ Nouwen 79’ England 85’ | Marcatori |  |

### FA Women's League Cup
| Arbitro: | Ball |

|              |           |                                         |
| Plumptre 82’ | Marcatori | 2’ Anvegård 39’ Christiansen 87’ Gauvin |

| Durham 17 novembre 2021, ore 19:00 UTC+0 Gruppo B - 3ª giornata        | Durham    | 1 – 2 referto        | Leicester City | Maiden Castle |
| \| \| \| \| \| Crosthwaite 79’ \| Marcatori \| 51’ O'Brien 56’ Pike \| |           |                      |                |               |
|                                                                        |           |                      |                |               |
| Crosthwaite 79’                                                        | Marcatori | 51’ O'Brien 56’ Pike |                |               |

| Leigh 5 dicembre 2021, ore 19:00 UTC+0 Gruppo B - 4ª giornata | Manchester United    | 2 – 2 referto                             | Leicester City | Leigh Sports Village |
| \| \| \| \| \| Russo 49’ Zelem 81’ \| Marcatori \| 32’ Howard 79’ Flint \| \| Toone Mannion Russo Zelem Bøe Risa \| Tiri di rigore 3 – 4 \| Sigsworth Flint McManus Purfield Brougham \| |                      |                                           |                |                      |
| |                      |                                           |                |                      |
| Russo 49’ Zelem 81’ | Marcatori            | 32’ Howard 79’ Flint                      |                |                      |
| Toone Mannion Russo Zelem Bøe Risa | Tiri di rigore 3 – 4 | Sigsworth Flint McManus Purfield Brougham |                |                      |

| Burton upon Trent 12 gennaio 2022, ore 19:00 UTC+0 Gruppo B - 5ª giornata | Leicester City | 0 – 5 referto                           | Manchester City | Pirelli Stadium |
| \| \| \| \| \| \| Marcatori \| 9’ White 15’, 34’ Hemp 16’, 47’ Stanway \| |                |                                         |                 |                 |
|                                                                           |                |                                         |                 |                 |
|                                                                           | Marcatori      | 9’ White 15’, 34’ Hemp 16’, 47’ Stanway |                 |                 |

## Statistiche

### Statistiche di squadra
| Competizione            | Punti | In casa | In casa | In casa | In casa | In casa | In casa | In trasferta | In trasferta | In trasferta | In trasferta | In trasferta | In trasferta | Totale | Totale | Totale | Totale | Totale | Totale | DR  |
| Competizione            | Punti | G       | V       | N       | P       | Gf      | Gs      | G            | V            | N            | P            | Gf           | Gs           | G      | V      | N      | P      | Gf     | Gs     | DR  |
| ----------------------- | ----- | ------- | ------- | ------- | ------- | ------- | ------- | ------------ | ------------ | ------------ | ------------ | ------------ | ------------ | ------ | ------ | ------ | ------ | ------ | ------ | --- |
| FA Women's Super League | 13    | 11      | 3       | 1       | 7       | 9       | 26      | 11           | 1            | 0            | 10           | 5            | 27           | 22     | 4      | 1      | 17     | 14     | 53     | -39 |
| FA Women's Cup          | -     | 0       | 0       | 0       | 0       | 0       | 0       | 2            | 1            | 0            | 1            | 3            | 8            | 2      | 1      | 0      | 1      | 3      | 8      | -5  |
| FA Women's League Cup   | -     | 2       | 0       | 0       | 2       | 1       | 8       | 2            | 1            | 1            | 0            | 4            | 3            | 4      | 1      | 1      | 2      | 5      | 11     | -6  |
| Totale                  | -     | 13      | 3       | 1       | 9       | 10      | 34      | 15           | 3            | 1            | 11           | 12           | 38           | 28     | 6      | 2      | 20     | 22     | 72     | -50 |

### Andamento in campionato
| Giornata  | 1 | 2 | 3  | 4  | 5  | 6  | 7  | 8  | 9  | 10 | 11 | 12 | 13 | 14 | 15 | 16 | 17 | 18 | 19 | 20 | 21 | 22 |
| --------- | - | - | -- | -- | -- | -- | -- | -- | -- | -- | -- | -- | -- | -- | -- | -- | -- | -- | -- | -- | -- | -- |
| Luogo     | T | C | T  | C  | T  | C  | T  | C  | T  | C  | T  | C  | C  | T  | C  | T  | T  | C  | C  | T  | C  | T  |
| Risultato | P | P | P  | P  | P  | P  | P  | P  | P  | V  | P  | V  | P  | V  | V  | P  | P  | P  | P  | P  | N  | P  |
| Posizione | 8 | 9 | 10 | 10 | 12 | 12 | 12 | 12 | 12 | 11 | 12 | 11 | 11 | 11 | 10 | 11 | 11 | 11 | 11 | 11 | 11 | 11 |

Legenda:

Luogo: C = Casa; T = Trasferta. Risultato: V = Vittoria; N = Pareggio; P = Sconfitta.

### Statistiche delle giocatrici
| Giocatore       | FA Women's Super League | FA Women's Super League | FA Women's Super League | FA Women's Super League | FA Women's Cup | FA Women's Cup | FA Women's Cup | FA Women's Cup | FA Women's League Cup | FA Women's League Cup | FA Women's League Cup | FA Women's League Cup | Totale   | Totale | Totale      | Totale     |
| Giocatore       | Presenze                | Reti                    | Ammonizioni             | Espulsioni              | Presenze       | Reti           | Ammonizioni    | Espulsioni     | Presenze              | Reti                  | Ammonizioni           | Espulsioni            | Presenze | Reti   | Ammonizioni | Espulsioni |
| --------------- | ----------------------- | ----------------------- | ----------------------- | ----------------------- | -------------- | -------------- | -------------- | -------------- | --------------------- | --------------------- | --------------------- | --------------------- | -------- | ------ | ----------- | ---------- |
| A. Baker        | 2                       | 0                       | 0                       | 0                       | 1              | 0              | 0              | 0              | 1                     | 0                     | 0                     | 0                     | 4        | 0      | 0           | 0          |
| S. Barker       | 13                      | 0                       | 0                       | 0                       | 2              | 0              | 1              | 0              | 3                     | 0                     | 0                     | 0                     | 18       | 0      | 1           | 0          |
| E. Boddy        | 2                       | 0                       | 0                       | 0                       | -              | -              | -              | -              | -                     | -                     | -                     | -                     | 2        | 0      | 0           | 0          |
| CJ Bott         | 2                       | 0                       | 0                       | 0                       | -              | -              | -              | -              | -                     | -                     | -                     | -                     | 2        | 0      | 0           | 0          |
| G. Brougham     | 11                      | 0                       | 1                       | 0                       | 2              | 0              | 1              | 0              | 4                     | 0                     | 0                     | 0                     | 17       | 0      | 2           | 0          |
| A. Brown        | 0                       | 0                       | 0                       | 0                       | -              | -              | -              | -              | 1                     | 0                     | 0                     | 0                     | 1        | 0      | 0           | 0          |
| H. Cain         | 4                       | 0                       | 0                       | 0                       | -              | -              | -              | -              | -                     | -                     | -                     | -                     | 4        | 0      | 0           | 0          |
| J. Camwell      | 0                       | 0                       | 0                       | 0                       | -              | -              | -              | -              | 2                     | 0                     | 0                     | 0                     | 2        | 0      | 0           | 0          |
| E. de Graaf     | 21                      | 0                       | 1                       | 0                       | 2              | 1              | 0              | 0              | 4                     | 0                     | 0                     | 0                     | 27       | 1      | 1           | 0          |
| C. Devlin       | 6                       | 0                       | 1                       | 0                       | 0              | 0              | 0              | 0              | 2                     | 0                     | 0                     | 0                     | 8        | 0      | 1           | 0          |
| N. Flint        | 21                      | 2                       | 2                       | 0                       | 1              | 0              | 0              | 0              | 3                     | 1                     | 0                     | 0                     | 25       | 3      | 2           | 0          |
| M. Goodwin      | 6                       | 0                       | 1                       | 0                       | 1              | 0              | 0              | 0              | -                     | -                     | -                     | -                     | 7        | 0      | 1           | 0          |
| A. Grant        | 1                       | 0                       | 0                       | 0                       | -              | -              | -              | -              | 1                     | 0                     | 0                     | 0                     | 2        | 0      | 0           | 0          |
| F. Gregory      | 11                      | 1                       | 0                       | 0                       | 2              | 0              | 0              | 0              | -                     | -                     | -                     | -                     | 13       | 1      | 0           | 0          |
| S. Harris       | 1                       | -3                      | 0                       | 0                       | 0              | 0              | 0              | 0              | 1                     | -5                    | 0                     | 0                     | 2        | -8     | 0           | 0          |
| S. Howard       | 21                      | 1                       | 1                       | 0                       | 2              | 1              | 0              | 0              | 3                     | 1                     | 0                     | 1                     | 26       | 3      | 1           | 1          |
| D. Lambourne    | 14                      | -32                     | 0                       | 0                       | 2              | -8             | 0              | 0              | 3                     | -6                    | 0                     | 0                     | 19       | -46    | 0           | 0          |
| K. Levell       | 7                       | -18                     | 0                       | 0                       | -              | -              | -              | -              | -                     | -                     | -                     | -                     | 7        | -18    | 0           | 0          |
| A. McManus      | 19                      | 1                       | 1                       | 0                       | 2              | 0              | 1              | 0              | 3                     | 0                     | 0                     | 0                     | 24       | 1      | 2           | 0          |
| E. Morgan       | 2                       | 0                       | 0                       | 0                       | -              | -              | -              | -              | -                     | -                     | -                     | -                     | 2        | 0      | 0           | 0          |
| S. O'Brien      | 21                      | 1                       | 4                       | 0                       | 2              | 1              | 1              | 0              | 3                     | 1                     | 2                     | 0                     | 26       | 3      | 7           | 0          |
| P. Bailey-Gayle | 12                      | 0                       | 1                       | 0                       | 0              | 0              | 0              | 0              | 2                     | 0                     | 0                     | 0                     | 14       | 0      | 1           | 0          |
| L. Paul         | 2                       | 0                       | 0                       | 0                       | -              | -              | -              | -              | -                     | -                     | -                     | -                     | 2        | 0      | 0           | 0          |
| M. Pike         | 21                      | 0                       | 0                       | 0                       | 2              | 0              | 0              | 0              | 3                     | 1                     | 0                     | 0                     | 26       | 1      | 0           | 0          |
| A. Plumptre     | 20                      | 1                       | 3                       | 0                       | 1              | 0              | 0              | 0              | 3                     | 1                     | 0                     | 0                     | 24       | 2      | 3           | 0          |
| J. Purfield     | 20                      | 2                       | 2                       | 0                       | 2              | 0              | 0              | 0              | 4                     | 0                     | 0                     | 0                     | 26       | 2      | 2           | 0          |
| M. Robinson     | 1                       | 0                       | 0                       | 0                       | 0              | 0              | 0              | 0              | 1                     | 0                     | 0                     | 0                     | 2        | 0      | 0           | 0          |
| C. Scofield     | 1                       | 0                       | 0                       | 0                       | 1              | 0              | 0              | 0              | -                     | -                     | -                     | -                     | 2        | 0      | 0           | 0          |
| J. Sigsworth    | 13                      | 2                       | 5                       | 0                       | 1              | 0              | 0              | 0              | 3                     | 0                     | 1                     | 0                     | 17       | 2      | 6           | 0          |
| M. Smith        | 3                       | 0                       | 0                       | 0                       | 0              | 0              | 0              | 0              | 0                     | 0                     | 0                     | 0                     | 3        | 0      | 0           | 0          |
| S. Tierney      | 21                      | 2                       | 6                       | 0                       | 2              | 0              | 1              | 0              | 4                     | 0                     | 1                     | 0                     | 27       | 2      | 8           | 0          |
| L. Zajmi        | 0                       | 0                       | 0                       | 0                       | -              | -              | -              | -              | 1                     | 0                     | 0                     | 0                     | 1        | 0      | 0           | 0          |